# Rex Linn
Rex Maynard Linn (ur. 13 listopada 1956 w Spearman, Teksas) – amerykański aktor filmowy i telewizyjny, występował w roli Franka Trippa w serialu CSI: Kryminalne zagadki Miami.

## Filmografia
- Zombeavers (2014) jako Smyth
- Smokejumpers (2008) jako szef
- Appaloosa (2008) jako pomocnik szeryfa
- Dwa bilety do raju (Two Tickets to Paradise) (2006) jako Karl
- Abominable (2006) jako farmer Hoss
- Zodiak (Zodiac, The) (2005) jako Jim Martinez
- Broń dla każdego (American Gun) (2005) jako Earl
- Po zachodzie słońca (After the Sunset) (2004) jako agent Kowalski
- Samotny kowboj (Monte Walsh) (2003) jako Hat Henderson
- Nożownik (Hunted, The) (2003) jako Powell
- Dry Cycle (2003) jako Jeddidah
- Fałszywa dwunastka (Cheaper by the Dozen) (2003) jako trener Bricker
- CSI: Kryminalne zagadki Miami (CSI: Miami) (2002) jako detektyw Frank Tripp
- Round and Round, The (2002) jako szeryf
- Jezioro Salton (Salton Sea, The) (2002) jako detektyw Bookman
- Cena za życie (Crossfire Trail) (2001) jako Luke Taggart
- Instynkt (Instinct) (1999) jako ochroniarz Alan
- Morderstwo na cienistym wzgórzu (Murder on Shadow Mountain, A) (1999) jako Bonney
- Bez litości (Jack Bull, The) (1999) jako Shelby Dykes
- Atomowy amant (Blast From The Past) (1999) jako Dave
- Mściciel (Vengeance Unlimited) (1998–1999) jako J.J. (Orc. „Eden” (1998)) (gościnnie)
- Pechowa ucieczka (Black Cat Run) (1998) jako szeryf Ben Bronte
- Godziny szczytu (Rush Hour) (1998) jako agent Dan Whitney
- Dziwna para II (Odd Couple II, The) (1998) jako JayJay
- Wysłannik Przyszłości (Postman, The) (1997) jako Mercer
- Incydent (Breakdown) (1997) jako szeryf Boyd
- Sam jak palec (Alone) (1997) jako Travis Floyd
- Strzały nad Saber River (Last Stand at Saber River) (1997) jako Bill Dancy
- Wróg publiczny nr 1 (Public Enemies) (1996) jako Al Spencer
- Dzień Niepodległości (Independence Day) (1996) jako sąsiad
- Długi pocałunek na dobranoc (Long Kiss Goodnight, The) (1996) jako człowiek w łóżku
- Tin Cup (1996) jako Dewey
- Portret zabójcy (Profiler) (1996–2000) jako Ellis Talbot (gościnnie)
- Nash Bridges (1999–2001) (gościnnie)
- Trzecia planeta od Słońca (3rd Rock from the Sun) (1996–2001) jako Chuck / Webber (gościnnie)
- Duchy Missisipi (Ghosts of Mississippi) (1996) jako Martin Scott
- Idealne alibi (Perfect Alibi) (1995) jako barman
- JAG – Wojskowe Biuro Śledcze (JAG) (1995–2005) jako Szyper (gościnnie)
- Wyspa piratów (Cutthroat Island) (1995) jako Blair
- Stan zagrożenia (Clear and Present Danger) (1994) jako detektyw z Waszyngtonu
- Wyatt Earp (1994) jako Frank McLaury
- Żelazna Wola (Iron Will) (1994) jako Joe McPherson
- Strefa zrzutu (Drop Zone) (1994) jako Bobby
- Przygody Brisco County Juniora (Adventures of Brisco County Jr., The) (1993–1994) jako Mountain McClain (gościnnie)
- Snajper (Sniper) (1993) jako pułkownik (niewymieniony w czołówce)
- Oblężenie Marion (In the Line of Duty: Siege at Marion)  (1992) jako szeryf Ron Gray
- Na Rozkaz Serca (Thunderheart) (1992) jako agent FBI
- My Heroes Have Always Been Cowboys (1991) jako Gość na barbeque
- Przystanek Alaska (Northern Exposure) (1990–1995) jako Martin (gościnnie)
- Across Five Aprils (1990) jako Jake
- Desperat: Walka poza prawem (Desperado: The Outlaw Wars) (1989) jako Logan
- Oklahoma Passage (1989) jako Quantrill
- Bounty Hunter, The (1989) jako pierwszy policjant
- Nocne gry (Night Game) (1989) jako Epps
- Młodzi jeźdźcy (Young Riders, The) (1989) jako szeryf (gościnnie)
- Ciemność przed świtem (Dark Before Dawn) (1988) jako Don Haleys